# محمد حجازی
محمّد حجازی، ملقب به مطیع‌الدوله (۲۵ فروردین ۱۲۸۰ در تهران – ۱۰ بهمن ۱۳۵۲ در تهران)، نویسنده، رمان‌نویس، نمایشنامه‌نویس، مترجم، سیاست‌مدار و روزنامه‌نگار معاصر ایرانی بود.

## زندگی
سیدنصرالله مستوفی، پدر سیدمحمد حجازی، مستوفی دربار قاجار بود. محمد حجازی تحصیلات مقدماتی خود را در مدرسه سن لویی در تهران انجام داد. پس از گذراندن دوران تحصیلی متوسطه به فرانسه رفت در آنجا دانشنامهٔ مهندسی در تلگراف بی‌سیم گرفت و پایان‌نامهٔ خود را در برلین به فارسی ترجمه کرد. در بازگشت به ایران به استخدام وزارت پست و تلگراف درآمد. سپس عهده‌دار سمت‌های مختلفی شد، از جمله مدیر مجلهٔ «ایران امروز» (از ۱۳۱۷ تا ۱۳۲۰) و «پست و تلگراف و تلفن» شد و مقالات خود را در نشریات آن زمان به‌خصوص باباشمل، به چاپ می‌رساند. حجازی صاحب سبکی نو و دلنشین در نویسندگی بود و همین امر او را در دستهٔ نویسندگان درجه یک قرار می‌دهد.

### داستان
- هما - ۱۳۰۷
- پریچهر - ۱۳۰۷
- زیبا - ۱۳۰۹
- پروانه - ۱۳۳۲
- سرشک - ۱۳۳۳

### مقاله
- آیینه - ۱۳۰۷[۲]
- اندیشه - ۱۳۱۹
- ساغر - ۱۳۲۰
- آهنگ - ۱۳۳۰
- نسیم - ۱۳۴۰
- آرزو - ۱۳۴۴
- پیام - ۱۳۵۱

### تالیف
- خلاصه تاریخ ایران تا انقراض قاجاریه
- روان‌شناسی (علم النفس)
- هزار سخن - ۱۳۳۷

### نمایشنامه
- باباکوهی
- جنگ
- حافظ
- عروس فرنگی
- محمود آقا را وکیل کنید
- مسافرت قم
- میهن ما - ۱۳۳۸

### ترجمه
- حکمت ادیان: جوزف گئر[۳]
- شادکامی: جان بی گایزل
- سلامت روح: اورستریت
- رشد شخصیت: ه. شاختر
- روش تعبیر خواب (رؤیا): زیگموند فروید
- راز دوستی: مرکوس تولیوس سیسرون
- عیش پیری: مرکوس تولیوس سیسرون

## مجله ایران امروز
ایران امروز، مجله ادبی و سیاسی ایران امروز به مدیریت محمد حجازی (مطیع‌الدوله) از نویسندگان ایران از ۲۴ اسفند ۱۳۱۷ تا اسفند ۱۳۲۰.
این مجله مدت سه سال به طور ماهانه، ولی نامرتب ادامه یافت. در این مدت جمعاً ۳۴ شمارة این نشریه چاپ و منتشر شد. محمد حجازی گرداننده مجله در آغاز با نگارش رمان‌هایی چون آئینه و هما طرفداران بسیاری در بین اقشار مختلف برای خود فراهم آورد.